# Wilhelm Ohlemeyer
Wilhelm Ohlemeyer (* 24. Dezember 1914 in Hahlen; † 16. Oktober 2006) war ein deutscher Politiker (SPD).

## Leben und Beruf
Wilhelm Ohlemeyer wurde in der damals selbständigen Gemeinde Hahlen geboren. Er arbeitete als Tischler und war Meister eines Betriebes in Minden.

## Partei
Ohlemeyer war von 1946 bis zu seinem Tod Mitglied der SPD im Ortsverein Minden. Im Jahr 1956 wählte ihn der Ortsverein Minden zu seinem Vorsitzenden, sein Stellvertreter in diesem Amt war der spätere Bürgermeister Werner Pohle. Wilhelm Ohlemeyer gehörte auf kommunalpolitischer Ebene mit Werner Pohle, dem Kassierer des SPD-Ortsvereins Minden Max Ingberg und SPD-Ratsfraktionschef Friedrich Schonhofen zu den prägenden Persönlichkeiten der Mindener Sozialdemokratie in den 50er und 60er Jahren. Ohlemeyer war neben seiner Tätigkeit auf Ortsvereinsebene auch Mitglied in den Vorständen des SPD-Unterbezirkes Minden und des Bezirkes Östliches Westfalen sowie Mitglied des Landesausschusses der SPD in Nordrhein-Westfalen.

## Gewerkschaft
Wilhelm Ohlemeyer war Vorsitzender der Kreisverwaltung der Gewerkschaft ÖTV in Minden-Lübbecke und Vorsitzender der gewerkschaftsinternen Branchengruppe Gesundheit.

## Abgeordneter
Dem Deutschen Bundestag gehörte Ohlemeyer vom 14. Juni 1965, als er für den ausgeschiedenen Abgeordneten Hans-Jürgen Pohlenz nachrückte, bis zum Ende der Wahlperiode 1965 an. Er war über die Landesliste Nordrhein-Westfalen ins Parlament eingezogen.